# Bùng nổ siêu đám thiên hà Xà Phu
Theo NASA và những người khác, bùng nổ siêu đám thiên hà Xà Phu là vụ nổ lớn nhất được thấy trong vũ trụ quan sát được kể từ vụ nổ MS 0735 + 74.

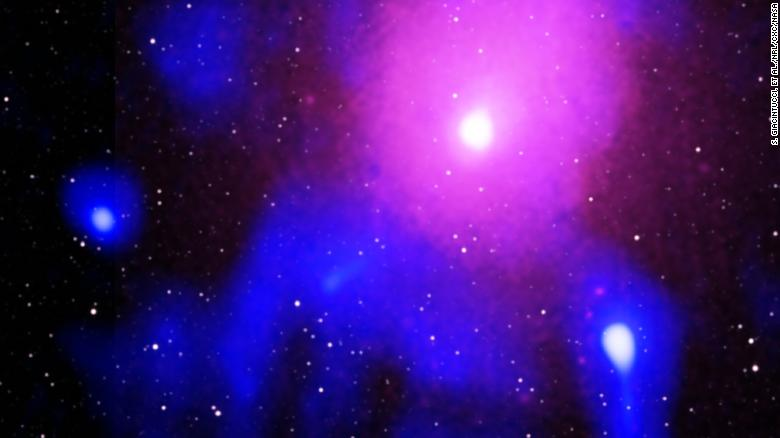
Chòm sao Xà Phu

Vụ nổ cực kỳ mạnh mẽ này xảy ra trong Siêu đám thiên hà Xà Phu, nằm cách Trái Đất khoảng 390 triệu năm ánh sáng. Một bài viết mô tả các kết quả này đã xuất hiện trực tuyến vào ngày 27 tháng 2 năm 2020 trên Tạp chí Vật lý thiên văn, và một bản in sẵn có trên arXiv. Vụ nổ này được gây ra bởi một lỗ đen siêu lớn phun ra các tia của các hạt cực kỳ hoạt động. Tổng năng lượng khổng lồ của nó được ước tính là 5x1061 erg, hoặc 5x1054 J. Hơn nữa, vùng ảnh hưởng được tạo ra bởi vụ nổ lớn đến mức có thể đặt 15 thiên hà có kích thước của Dải Ngân hà liên tiếp.
Các tác giả của bài báo này là Simona Giancintucci (Phòng thí nghiệm nghiên cứu hải quân, Washington, DC), Maxim Markevitch (Trung tâm bay không gian Goddard, Greenbelt, Maryland), Melanie Johnston-Hollitt (Trung tâm quốc tế về thiên văn vô tuyến, Úc), Daniel Wik (Đại học Utah), Qian Wang (Đại học Utah) và Tracy Clarke (Phòng thí nghiệm nghiên cứu hải quân). Bài báo năm 2016 của Norbert Werner cùng các cộng sự được công bố trên các Thông báo hàng tháng của Hiệp hội Thiên văn Hoàng gia.
Quan sát này là kết quả của sự hợp tác giữa nhiều đài thiên văn vũ trụ và Trái Đất dựa trên bao gồm cả kính viễn vọng không gian Hubble, các Đài thiên văn tia X Chandra, Đài thiên văn tia X XMM Newton của ESA và đài phát thanh dữ liệu từ Murchison Widefield Array (MWA) ở Úc và Kính thiên văn vô tuyến Metrewave khổng lồ (GMRT) ở Ấn Độ.